# Лычиха
Лычиха — деревня в составе Ивановского сельского поселения Шарьинского района Костромской области России.

## География
Деревня расположена на берегу речки Ломовка.

## История
Согласно Спискам населенных мест Российской империи в 1872 году деревня относилась к 2 стану Ветлужского уезда Костромской губернии. В ней числилось 7 дворов, проживало 35 мужчин и 44 женщины.
Согласно переписи населения 1897 года в деревне проживало 110 человек (53 мужчины и 57 женщин).
Согласно Списку населенных мест Костромской губернии в 1907 году деревня относилась к Печенкинской волости Ветлужского уезда Костромской губернии. По сведениям волостного правления за 1907 год в деревне числилось 19 крестьянских дворов и 128 жителей. Основным занятием жителей деревни был рогожный промысел.
До 2010 года входила в состав Катунинского сельского поселения.

## Население
| 2008 | 2010 | 2014 |
| ---- | ---- | ---- |
| 0    | →0   | →0   |